# Elaphoglossum × setaceum
Elaphoglossum × setaceum là một loài dương xỉ trong họ Dryopteridaceae. Loài này được Lorence mô tả khoa học đầu tiên năm 1984.